# Neojaera antarctica
Neojaera antarctica är en kräftdjursart som först beskrevs av Pfeffer 1887.  Neojaera antarctica ingår i släktet Neojaera och familjen Janiridae. Inga underarter finns listade i Catalogue of Life.